# 중앙방공통제소
중앙방공통제소(Master Control and Reporting Center (MCRC))는 대한민국 방공 식별 구역(KADIZ) 안에서의 모든 항공기의 활동을 감시하고 적 혹은 미식별 항공기에 대한 방공전투부대의 무기 사격를 관제하는 통제소이다. 공군방공관제사령부 소속 제31, 32방공통제전대에서 운영하고 있다.

## 개요
MCRC는 아군 전투기는 물론 벙커에 있는 지휘소, 합동참모본부 및 각군 본부, 주한 미군, 해군전술자료처리체계(KNTDS), 방공포통제소, 공중조기경보통제기(E-737) 등과 연결돼 획득 정보를 공유한다.

### 근무
MCRC의 임무요원은 크게 감시수, 식별수, 방공무기통제사, 통제기사로 나뉜다. 감시수가 미상의 항적을 포착하면, 식별수가 항적의 종류를 식별해 아군기, 적성기, 민항기 등 식별기호를 붙인다. 식별된 적기의 모든 움직임은 철저히 감시되며, 우리 영공을 침범한 순간 방공무기통제사가 즉각 요격 관제에 나선다. MCRC는 모닝·애프터·스윙·미드 등 총 7/24 4교대 근무제도으로 운영된다. 임무요원들은야간 7시간 하면서 수당도 못받는 일명 3교대 크루(Crew) 근무를 선다.

## 역사

### 제1중앙방공통제소
제1중앙방공통제소, 1MCRC는 오산 공군기지의 대한민국 공군 구역에 있는 항공우주작전본부에 설치되어 있다. 1985년 완공됐으며, 완공 당시 미국 본토 사령부는 물론 NATO 사령부까지도 실시간으로 정보가 공유된다고 보도되었다. 2006년부터는 노후화된 시설과 대구공군기지의 제2 MCRC와의 데이터 연동을 위해 1,340억 원의 비용을 들여 소프트웨어 업그레이드를 진행하였다.

### 제2중앙방공통제소
제2중앙방공통제소, 2MCRC는 대구광역시의 대구 공군기지, 혹은 K-2의 한 켠에 자리잡고 있다. 제32방공통제전대가 운영하고 있다.